# Monster (minialbum)
Monster is een minialbum van het Koreaanse zangduo Red Velvet - Irene & Seulgi. Het album verscheen op 6 juli 2020 en was tevens het debuutalbum van het zangduo.
Het duo bestaat uit de zangeressen Bae Ju-hyeon en Kang Seul-gi, die bekendstaan onder hun artiestennamen Irene en Seulgi. Ze zijn normaal gesproken onderdeel van de Koreaanse popgroep Red Velvet. Het zangduo is de eerste spin-off van Red Velvet.
Het minialbum bevat vijf singles. De bonustrack wordt alleen gezongen door Seulgi. Van de titelsong en tevens single Monster verscheen op 7 juli een officiële muziekvideo op YouTube en V Live. Op 20 juli werd een tweede single van het album uitgebracht: Naughty.
In de Koreaanse hitlijst Gaon Music Chart behaalde het album de tweede plek. In de Verenigde Staten kwam het album op een vijfde plek in de World Albums Chart.

## Trivia
- Het album en de muziekvideo zouden aanvankelijk medio juni worden uitgebracht, maar dit werd uitgesteld tot 6 juli. Op die datum verscheen echter alleen het album, en de muziekvideo bleek onverwacht te zijn uitgesteld tot 7 juli.[4]
- Een van de danspassen leverde zangeres Bae Ju-hyeon een blessure op waarvoor ze in het ziekenhuis werd behandeld.[5]
- In juni 2021 behaalde de muziekvideo de grens van 100 miljoen views op YouTube.[6]